# Réseau écologique national
 (février 2025).
Si vous disposez d'ouvrages ou d'articles de référence ou si vous connaissez des sites web de qualité traitant du thème abordé ici, merci de compléter l'article en donnant les références utiles à sa vérifiabilité et en les liant à la section « Notes et références ».

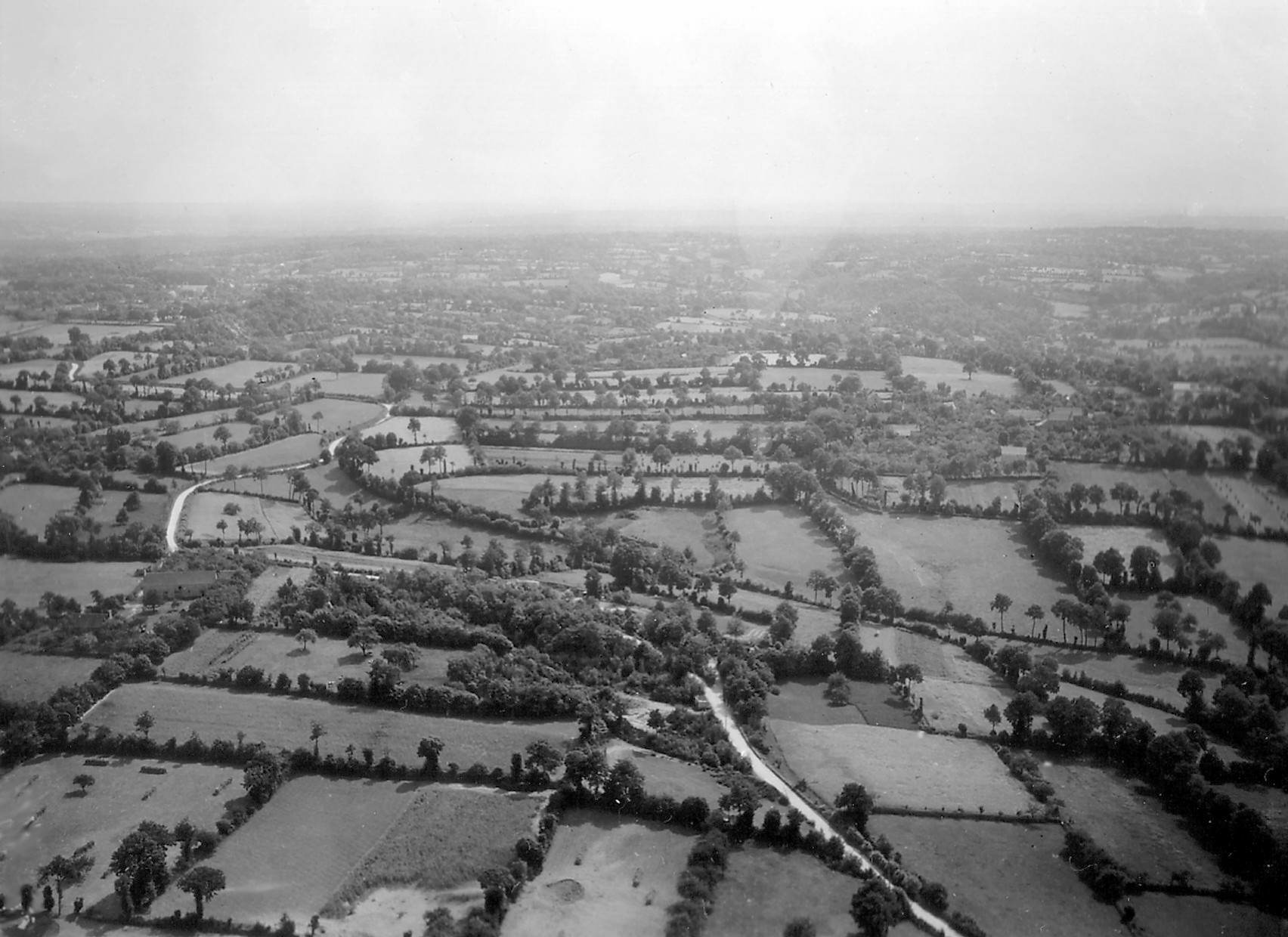
Le bocage traditionnel (ici du Cotentin, en France, vers 1945) est un exemple de maillage écopaysager : Il offrait un compromis intéressant entre protection et exploitation des sols et des agro- et éco-systèmes. Le réseau des haies, fossés et talus, y compris au niveau souterrain permet la circulation et le maintien d'espèce qui disparaissent dans un paysage d'openfield, dont de nombreux « auxiliaires de l'agriculture ».

Le réseau écologique national est un schéma et un projet national, issu de l'application de la théorie de l'Écologie du paysage. En France, il s'agit de la « Trame verte et bleue nationale », proposée par le Grenelle de l'Environnement.
Il décrit pour un pays le complexe constitué par la somme (physique et fonctionnelle) des infrastructures naturelles (ou « corridors biologiques »). Pour certains insectes, oiseaux, poissons ou cétacés qui sont de grands migrateurs ce réseau a des extensions nécessaire dans d'autres parties du monde.
Ce réseau peut-être visible à nos yeux (réseau de corridors constitués de vallées, fleuves, coteaux) ou plus discret (par exemple, le corridor de migration d'une espèce de papillon qui pourrait être interrompu par ex par une zone où des insecticides le tuent ou où la pollution lumineuse le perturbe…).

Il s'agit aussi d'appliquer un des engagements de Rio, reprécisé au Sommet mondial de Johannesburg sur le Développement durable : « En vue d’assurer la préservation et l’utilité durable de la biodiversité, promouvoir et appuyer les initiatives en faveur des zones de richesse biologique et autres zones essentielles pour la biodiversité et promouvoir la mise en place de réseaux et de couloirs écologiques aux niveaux national et régional », avec l'objectif de parvenir, d’ici à 2010, à une réduction substantielle de l'érosion de la biodiversité (l'Europe vise, elle à stopper cette érosion), et une concentration des efforts pour délimiter de nouvelles zones marines protégées au profit des poissons et autres formes de vie marine.

## Élément d'un réseau multiscalaire
Le réseau écologique national fait nécessairement partie d'un réseau plus vaste, et doit subsidiairement regrouper des réseaux régionaux qui eux-mêmes regroupent des trames vertes locales (maillages de corridors biologiques). Il doit être écologiquement connecté avec les réseaux écologiques des pays voisins et avec les réseaux écologiques sous-marins pour les pays bordés par la mer.
Un réseau écologique est toujours efficient à plusieurs échelles spatio-temporelles. Il doit être fonctionnel dès les échelles les plus locales (ex réseau bactérien ou de mycélium de champignons), aux échelles écopaysagères biosphériques (ex : corridor littoral continental).
Ses représentations cartographiques en sont nécessairement théoriques et simplifiantes, mais sont utiles comme documents d'aide et conseil pour l'aménagement du territoire.
Dans l'Union européenne, il doit décliner le réseau écologique paneuropéen ; au moins pour les États qui s'y sont engagés, en ratifiant la Stratégie paneuropéenne pour la protection de la diversité biologique et paysagère. Ce réseau également nommé REP ou PEEN (pan-european ecological network) a succédé à des projets antérieurs qui existaient et pour certains se concrétisent dans les anciens pays de l'Est-Européen. Il s'appuie maintenant sur Natura 2000 qui dans l'esprit de ses concepteurs était un réseau qui devait relier des noyaux représentatifs des habitats européens par des corridors biologiques.
Un réseau écologique panaméricain est aussi en construction, mais déjà pour partie menacé par un élargissement du canal de Panama) qui aggraverait son effet fragmentant.

## Critiques et limites
Ces réseaux se développent moins vite que la biodiversité ne régresse. Ils sont encore trop souvent des projets de papiers, sans financements à la hauteur des enjeux, pas ou peu concrétisés sur le terrain, ou seulement comme réseau minimal vital se limitant à protéger l'existant là où les pressions foncières sont les moindres, plutôt qu'à restaurer une véritable trame fonctionnelle. Parfois ce ne sont sur le terrain que des réseaux de chemins de promenade, ou des réseaux d'espaces gérés pour favoriser quelques espèces phares, en oubliant les réseaux immatériels de migration des oiseaux, insectes, poissons, mammifères marins, plantes, champignons, etc. Certains s'inquiètent du fait que nombre des zones protégées sont littorales ou montagneuses et sont à ce titre particulièrement concernées par les risques liés au changement climatique.

### Lire
- Réseau écologique national. Éléments d’étude des zones d’intérêt biologique terrestres et aquatiques de niveau national et supra national provenant des contributions régionales (IFEN, 2000. 22p.)